# Маргарита I (графиня Голландии)
Маргарита I (нидерл. Margarethe I; 1311 — 23 июня 1356, Ле-Кенуа) — императрица Священной Римской империи, вторая супруга императора Священной Римской империи Людвига IV; графиня Голландии, Зеландии и Фрисландии в 1345—1354 годах, графиня Геннегау с 1345 года.

## Биография
Маргарита была дочерью графа Голландии Виллема III из династии Авенов и его супруги Жанны де Валуа.
26 февраля 1324 года Маргарита выходит в Кёльне замуж за Людовика Баварского, будущего (с 1328 года) императора Священной Римской империи.
После смерти своего брата Виллема IV в 1345 году она наследует корону Голландии. В 1346 году Маргарита возвращается на родину, чтобы подтвердить свои права на нидерландские земли.
В это время в Бонне коронует себя императором Карл IV Люксембург. Муж Маргариты, Людвиг IV, умирает в 1347 году, так и не разрешив спор об императорской короне с Карлом. Сыновья Людвига вначале совместно правили владениями Виттельсбахов, но в 1349 году разделили их между собой и примирились в 1350 году с императором Карлом IV. Второй сын Маргариты, Виллем V с её согласия и согласия своих братьев Людвига и Стефана, отказавшихся в его пользу от нидерландского наследства, получает в управление графства Голландия, Зеландия и Геннегау.
В 1350 году Маргарита, по призыву верной ей голландской аристократии возвращается в Нидерланды и пытается перенять власть над страной у Виллема, что приводит к открытому конфликту и гражданской войне в Голландии (Война крючков и трески). Потерпев в ней поражение, Маргарита вынуждена была уступить сыну права на Голландию и Зеландию, оставив себе лишь графство Геннегау.

## Семья и дети
В браке с императором Людвигом IV Маргарита родила десятерых детей:
- - Маргарита (1325—1374), 1-й муж (с 1351 года) Стефан Анжуйский, герцог Трансильвании, Славонии, Хорватии и Далмации (1332—1354), сын Карла Роберта, 2-й муж (с 1358 года) граф Герлах фон Гогенлоэ (ум. в 1387), сын Людвига фон Гогенлоэ
  - Анна (1326—1361), муж (с 1339 года) герцог Нижней Баварии Иоанн I Дитя (1329—1340)
  - Людвиг VI Римлянин (1328—1364/1365), герцог Баварии (с 1347 года), 1-я жена (с 19 июля 1352 года) Кунигунда Польская (1334—1357), дочь короля Польши Казимира III Великого, 2-я жена (с 30 марта 1360 года) Ингебурга Мекленбургская (1340—1395)
  - Елизавета (1329 — 2 августа 1402), 1-й муж (с 22 ноября 1350 года) сеньор Вероны Кангранде II делла Скала (8 июня 1332 — 14 декабря 1359), представитель династии Скалигеров, 2-й муж (с 26 апреля 1362 года) граф Ульрих фон Вюртемберг (1342 — 23 августа 1388), сын Эберхарда II Сварливого
  - Вильгельм I (12 мая 1330 — 15 апреля 1389), герцог Голландии и Зеландии, герцог Баварско-Штраубинский (с 1353 года), жена (с 1352 года) Матильда Ланкастерская (1339—1362), дочь 1-го герцога Ланкастера Генри Гросмонта
  - Альбрехт I (25 июля 1336 — 13 декабря 1404), герцог Баварии (с 1347 года), 1-я жена (с 19 июля 1353 года) Маргарита Силезская (1342—1386), 2-я жена (с 30 марта 1394 года) Маргарита Клевская (1375—1412), дочь графа Клевского Адольфа III (1334 — 7 сентября 1394)
  - Беатриса (1344—1359), муж (с 1356 года) король Швеции Эрик XII (1339 — 21 июня 1359), сын Магнуса II
  - Агнесса (1345—1352)
  - Оттон V (1346 — 13 ноября 1379), герцог Баварии (с 1347 года), жена (с 19 марта 1366) Катрин (1342 — 26 апреля 1395), дочь императора Карла IV
  - Людвиг (1347—1348)